# 숀다 라임스
숀다 라임스(영어: Shonda Rhimes, 1970년 1월 13일 ~ )는 미국의 텔레비전 프로듀서, 각본가이다. 대표작으로 드라마 《그레이스 아나토미》, 《프라이빗 프랙티스》, 《스캔들》 등이 있다. 2007년 5월, 타임 매거진의 세상에 영향을 끼친 100인에 선정되었다.